# Suhoj Su-27
Suhoj Su-27 (rusko Су-27) (Natova oznaka  Flanker) je sovjetsko letalo četrte generacije, ki je bilo razvito kot konkurenca F-14 in F-15. Letalo Su-27 je prišlo kot zamenjava za letala Tupoljev Tu-128,  Suhoj Su-15 in Jak-28P.

## Zgodovina

### Ozadje
Letalo je začelo nastajati v poznih šestdesetih letih, ko so ZDA razpisale razpis. Kot posledica tega razpisa so nastala tri letala; lahka lovca F-16 Fighting Falcon in  McDonnell Douglas F/A-18 Hornet ter težki prestreznik McDonnell Douglas F-15 Eagle. Te letala so takrat odprle novo IV.generacijo letal. Kot odgovor na razpis ZDA je Sovjetska zveza leta 1969 razpisala svoj razpis.  Imenoval se je  PFI (Perspektivni Frontovoj Istrebitelj). Novo letalo naj bi konkuriralo ameriškemu lovcu F-15 ali ga celo presegalo. Program se je kasneje razdelil na dva programa LPFI (lahko lovsko letalo) in TPFI (težko lovsko letalo). Tako je bil razvoj letala MiG-29 dodeljen k prvemu, razvoj Su-27 pa k drugemu programu.

### PFI
Zahteve za letalo so bile, da letalo doseže hitrost 2500 km/h. Nad morsko gladino je bila predvidena hitrost 1500 km/h. Zahtevana pa je bila tudi hitrost za napad. Možnost uničenja tarče pri 2400 km/h in 1400 km/h nad morsko gladino. Konstruktorji so določili, da mora letalo vzleteti s 1200 m vzletne steze. Kasneje se je pokazala tudi sovjetska mojstrovina pri izdelavi materialov in zelo dobro se je izkazal sistem fly-by-wire. Pri tem sistemu gredo vsi ukazi iz krmilne ročice v glavni računalnik, ta pa jih nato pošlje do krmilnih površin in motorjev.
Pavel Suhoj ni bil prepričan v ta projekt in je zelo dvomil vanj. Menil je, da Sovjetska zveza s svojo tehnologijo ni sposobna ustvariti boljšega letala kot je F-15 Eagle. Vendar se je tik pred smrtjo prepričal v nasprotno. Žal ni dočakal razvoja letala Su-27. Za glavnega konstrukterja letala Su-27 so izbrali Mihaila Petroviča Simonova.

### Su-27 uveden v službo
Leta 1987 je letalo Su-27 prvič vstopilo v operativno rabo. Nadzorovalo je izmišljeno mejo nad Baltskim morjem. Sprva so letala letela v varni razdalji od meje, vendar so kmalu norveški lovci F-16 letalo Su-27 fotografirali. Septembra leta 1987 pa je doživel prvo srečanje z novim sovjetskim lovcem tudi prvi P-3 Orion.
Letalo Su-27 se je uradno predstavilo zahodu na pariškem letalskem mitingu leta 1989. Na tem mitingu je pilot Viktor Pugačev izvedel manever »kobra«, pri katerem letalo za kratek čas doseže vpadni kot približno 100° in močno zmanjša hitrost. To bi lahko pomagalo, da se Su-27 otrese napadalca za sabo in ga pripelje predenj. Ta manever je sicer prvi izvedel Valerij Menicki, vendar so manever poimenovali po Pugačevu - »kobra Pugačeva«. Predstava je vse presenetila. Zahod se je tolažil, da letalo s polno oborožitvijo in polnim rezervoarjem goriva ne bi imelo takšnih sposobnosti in da manever za dejansko uporabo v zračnem boju nima pomena. Vseeno pa so tudi svoja letala poskušali prirediti za izvedbo tega manevra, torej so verjetno videli njegovo praktično uporabnost.
Modernejša letala (predvsem tista s spremenljivim vektorjem potiska) so zmožna izvesti različne variante kobre.

## Razvoj in prodaja letal
Skupaj z razvojem prototipa T-10 in T-10S se je razvijal tudi šolsko dvosedo letalo T-10U. T prototip je poletel po letu 1985 in čez dve leti vstopil v serijsko proizvodnjo kot Su-27UB. Letalo Su-27UB je bilo narejeno za polno bojno pripravljenost. Pri Suhoju so naredili tudi letalo za izvoz Su-27SK (serijski komercialni). Kasneje je nastala tudi dvoseda verzija za izvoz Su-27UBK. Prvi kupec letala Su-27SK je bila Ljudska republika Kitajska. Leta 1991 je podpisala nakup 24 letal Su-27SK in 2 letali Su-27UB. Kasneje je Ljudska republika Kitajska kupila licenco za izdelavo 200 letal Su-27 v svoji izvedbi v letu 1995 in 1996. Leta 1999 pa je kupila še prenovljena letala Su-27MKK. V devetdesetih letih se je Vietnam, sovražnik Kitajske, odločil, da ji sledi in naroči letala Su-27. Za te letala so se ogrele tudi Libija, Sirija, Alžirija in Libija. Nekatere države pa so podedovale letala Su-27 po razpadu države Sovjetske zveze.

### Su-27K
Sovjetska zveza je načrtovala letali Su-27 in MiG-29 spremeniti v palubno verzijo. Pravzaprav razvoj palubnega letala Su-27 sega že v sam začetek proizvodnje letal Su-27. Že letala T-10S so modificirali in preizkušali za palubne naloge. Prvi prototip  palubnega letala je prvič vzletel iz vzletišča letalonosilke avgusta leta 1982. Naloga letala je bila, da do konca vzletišča doseže polno moč, ker Sovjetska zveza še takrat ni poznala katapultov in tudi ni želela razvijati nove zahtevne tehnologije. Letalo pa je imelo tudi zložljiva krila, prirejeno pristajalno podvozje in druge nujne prireditve za vzletanje iz letalonosilk. Ta prototip letala se je imenoval T-10K. Serijska verzija pa Su-27K. Pri Suhoju so ga imenovali Su-33, pri NATO pa Flanker-D.

### Su-30MKI
Da bi pri Suhoju ostali v igri za izvoz letal, so naredili povsem novo družino letal Suhoj Su-30, ki je izboljšava letala Su-27. Suhojev biro je sledil biroju Mikojana Gurjeviča, ki je izdelal letalo MIG-35, predelavo letala MiG-29. Ker se Rusija ni odločila za nakup njihovih »novih« letal, so se pri Suhoju odločili narediti izvozno verzijo Su-30MK. Trud se je izplačal, saj je Indija naročila 40 teh letal, z nekaterimi svojimi zahtevami. Zato so letalo poimenovali tudi Su-30MKI.

### Su-27M/Su-35
To je večnamensko letalo, katere razvoj se je začel v začetku osemdesetih let po vodstvom Nikolaja Nikitina. To letalo je prvič vzletelo junija leta 1988. Letalo je namenjeno za prevzemanje prevlade v zraku, prestrezanje in tudi lovsko bombniške naloge. To letalo se je prvič predstavilo zahodu leta 1992 na mitingu v Farnboroughu. Leta 1995 pa je letalo tudi v serijski proizvodnji, čeprav je bilo izdelanih le nekaj primerkov. Pri Suhoju so mu dali tržno ime Su-35 in je zdaj osnova za načrtovanje izboljšanih letal 4. generacije.

### T10M-11/Su-37
Letalo Su-37 je bila eksperimentalna izpeljanka letala Su-35, ki je imela motorje z vektorskim potiskom, kar je omogočalo izvajanje prej nemogočih manevrov in figur. Prvi let Su-37 je bil opravljen leta 1996. Kontrolni sistem je bil za razliko od prejšnjih verzij digitalen, krmilna palica pa je bila nameščena ob strani. To je bilo prvo rusko letalo s sistemom HOTAS, kjer pilotu za upravljanje sistemov avionike ni potrebno umakniti rok s krmilne palice in ročice za plin.
Avionika ni več imela poudarka na analognih instrumentih, temveč so jih zamenjali tekočekristalni večnamenski zasloni francoske firme Sextant Avionique.

### Su-27IB (Su-34/Su-32FN)
Je lovsko bombniško letalo, ki ima v celoti spremenjen prednji del letala. Saj ima letalo sedeža postavljeno vzporedno. Prvič je letalo vzletelo aprila leta 1990, vendar se je skrivnost o obstoju tega letala ostala še nekaj let. Letalo je zamenjalo starejši model letala Su-24 Fencer. Su-34, kot so ga poimenovali v Suhojevem biroju, ima poseben poudarek na varnosti. Oklep tehta kar 1,5 t. Zaščitena pa sta rezervoar in pilotska kabina. Su-32FN je izvozna verzija tega letala.

### Su-35BM
Su-35BM je letalo generacije 4++ in naj bi bilo vezni člen med letali 4. generacije in letalom 5. generacije z zmanjšano radarsko opaznostjo (stealth) PAK-FA, ki je še v razvoju. Za razliko od letala Su-35 oz. Su-37 nima več kanardov, trup letala pa uporablja tudi kompozitne materiale (cca. 20 % prihranek pri teži) in materiale za zmanjšanje radarske opaznosti.
Uporabljena motorja naj bi bila AL-41F1 s približno 150 kN potisne sile, kar bi letalu omogočalo nadzvočno hitrost brez uporabe dodatnega zgorevanja (podobno kot F-22 Raptor). Kasnejše verzije teh motorjev naj bi imele tudi možnost 3D vektorskega potiska.
Su-35BM naj bi uporabljal radar Irbis-E (proizvajalec NIIP Tihomirov) z maksimalno močjo 20 kW, ki naj bi bil po zagotovilih proizvajalca na dogledni razdalji zaznal tudi letala z zmanjšano radarsko opaznostjo, običajna lovska letala pa na razdalji nekaj 100 kilometrov. Radar naj bi omogočal tudi hkratno spremljanje tarč na tleh in mapiranje terena. Poleg tega naj bi imel v repu dodan tudi radar krajšega dosega, ki bo nadziral zračni prostor za letalom. Optični sistem bo izboljšan in naj bi omogočal pasivno sledenje letal do razdalje vsaj 50 km.
Kabina naj bi bila na nivoju letal 5. generacije opremljena z dvema velikima večnamenskima zaslonoma (MFD) in pomožnim večnamenskim zaslonom. Poleg tega bo dodan tudi izboljšan komunikacijski sistem za prenos podatkov med več letali oz. letalom in kontrolnim centrom na tleh. Ti instrumenti bodo v celoti ruske izdelave.

## Zmogljivosti

### Ogrodje
Ogrodje Suhoja 27 je sestavljeno iz aluminija in čvrstega titana. Aerodinamika je zelo podobna letalu MiG-29. Letalo je zelo veliko, da bi zmanjšali skupno maso pa je veliko delov letala iz aluminija. Aluminij naj bi obsegal kar 30 % vseh delov letala. Motorja sta v ogrodje vgrajena kar se da narazen, da bi zmanjšali učinek medsebojnih vibracij. Vstopne reže za zrak so zelo velike in opremljene z mrežo, ki pa se po vzletu uvleče, ker je nepotrebna. Mreža je posledica slabih letališč v Sovjetski zvezi. Debelina mreže je 2 mm, vendar zdrži tudi udarce ptic in koščkov ledu. Krila so v obliki pristrižene delte in na koncu opremljena z opremo za vodenje raket. Pri tem letalu pa izstopata tudi dve veliki potisni šobi.

### Motor
Letalo Suhoj Su-27 poganjata dva turboventilatorska motorja Ljulka AL-31F. Motorja zagotavljata 8100 kg potiska, ki ob dodatnem zgorevanju dosežeta 12550 kg potiska. Motor je večinoma zgrajen iz titana, ki prenese visoke temperature. 
Leta 2004 pa je prvi Su-27 vzletel z motorjem Ljulka AL-41F1, ki premore potisk do 15000 kg z dodatnim zgorevanjem.

### Sistemi
V osnovnem letalu Su-27 je vgrajen sistem kontrole ognja SUV-27, ki sodeluje z radarjem RLPK-27, ter z elektro optičnim sledilnim sistemom OEPS-27 in z integriranim označevalcem tarč SEI-31. Sistem ognja je vgrajen skupaj s PNK-10 navigacijskim sistemom, radijsko povezavo, IFF sistemom, sistemom za prenos podatkov in s samoobrambnim sistemom elektronskega bojevanja. Operacije so vodene z digitalnim računalnikom C-100. Letalo je opremljeno tudi s polprosojnim ekranom HUD in z ekranom na vizirju čelade.
Radar ima sposobnost sledenja tarč pod nivojem letala in ima zmogljivost zaznavanja premika na dolžini od 80 km do 100 km v sprednji hemisferi, ter 30 km do 40 km na stranskih hemisferah. Radar je sposoben slediti desetim tarčam naenkrat.

## Verzije
- T-10: tako je označenih 9 prototipov letala Su-27.
- T-10S: (Su-27S)T-10S-1 in -2, ki so poimenovali letali T-10-3 in -4 po nadgradnji.
- Su-27K: to so letala, ki so bila zgrajena v Komsomolsku na Amuru.
- P-42: zelo spremenjena verzija letala T-10S.
- T-10S-20: Ta verzija je bila namenjena doseganju rekordov v najdaljšem poletu.
- T-10U: dvosedežna različica s pokrovom iz enega dela.
- T-10K: to je palubna verzija letala Su-27S. Letalo ima zložljiva krila, repne stabilizatorje, pristajalno kljuko, dvojno nosno kolo in naprave za oskrbo z gorivom med letom.
- Su-27M: to je večnamensko letalo z lovskobombniškimi sposobnostmi.
- Su-27B: dvosedežna verzija za lovskobombniške naloge.
- Su-27P: prestreznik, ki je namenjen za dolge naloge, ki trajajo tudi do 10 ur.
- Su-27PU: dvosedo letalo za dolge polete, ki je narejeno na osnovi letala SU-27UB.
- Su-30: spremenjena oznaka za letalo Su-27PU.

- Su-30M: Su-30, ki ima dodane lovskobombniške sposobnosti in je izvorna verzija letala Su-30MK, ki ima sposobnost vektorskega potiska.
- Su-30MKA: izvozna verzija za Alžirijo.
- Su-30MKI: izvozna verzija za Indijo.
- Su-30MKK: izvozna verzija za Kitajsko.
- Su-30MKM: izvozna verzija za Malezijo.
- Su-30KN: verzija z novo elektroniko.
- Su-32: spremenjena oznaka za letalo Su-27IB/KU.
- Su-33:spremenjena oznaka za proizvodnjo letala Su-27K.
- SU-35: spremenjena oznaka letala Su-27M.
- Su-37: spremenjena oznaka letala Su-27M.

## Sorodna letala
- F-16 Fighting falcon
- F-15 Eagle
- F-14 Tomcat